# Monastero di Acheiropoietos
Il monastero di Acheiropoietos (in greco Μονή Ἀχειροποίητου?, anche Παναγία Ἀχειροποίητος e Acheripoetos) di Lapithos vicino al villaggio di Karavas nel distretto di Kyrenia, era un monastero ortodosso bizantino medievale. Il monastero è attualmente sotto la conservazione del Centro internazionale per gli studi sul patrimonio della Girne American University.

## Storia
Secondo la tradizione, il monastero ha preso il nome da un acheiropoietos (acheropita, che significa "non fatto da mano"), un'icona che si ritiene sia stata miracolosamente spostata dalla sua posizione originaria in Asia Minore dalla Vergine Maria per salvarlo dalla distruzione dovuta alla conquista turca.
Il monastero guadagnò presto importanza e alla fine divenne il centro religioso della regione. Il monastero era la sede del vescovo di Lambousa, uno dei 15 vescovi dell'isola fino al 1222.
Secondo la leggenda, la Sindone di Giuseppe d'Arimatea una volta era tenuta nel monastero e fu portata in Italia, a Torino, nel 1452, dove rimane oggi ed è ora conosciuta come la Sindone di Torino.
Nel 1735 il monaco russo Vasily Barsky visitò il monastero e notò che c'erano dai nove ai dieci monaci nei locali. Alcuni anni dopo, intorno al 1760, Petermann, un viaggiatore tedesco che visitò il monastero nel 1851, ricordò che novant'anni prima del suo tempo i predoni turchi di Karaman avevano saccheggiato e incendiato il monastero. Nel XIX secolo, il numero dei monaci si era ulteriormente ridotto e nel XX secolo il monastero non contava monaci residenti. Dopo l'indipendenza, i soldati greci furono alloggiati negli edifici residenziali del monastero e dopo l'invasione turca di Cipro nel 1974, il monastero divenne un accampamento militare e una caserma per l'esercito turco. Il complesso continua ad essere chiuso al pubblico.

## Architettura
Il monastero fu costruito nell'XI secolo sulle fondamenta di una chiesa cristiana in rovina del VI secolo. Nel corso dei secoli, la costante ricostruzione ha dato al complesso diversi stili architettonici di diversi periodi di tempo, tra cui paleocristiano, bizantino, lusignano, gotico e franco. La struttura attuale ha due cupole e un nartece gotico.

## Tesoro di Lambousa
Nel 1897 vicino al monastero fu scoperto un tesoro di oggetti d'argento della prima epoca bizantina. Conosciuto come il Tesoro di Lambousa, o Primo Tesoro di Cipro, comprendeva una varietà di oggetti liturgici risalenti al VI o VII secolo, forse deliberatamente nascosti durante l'invasione araba di Cipro nel 653 d.C. Il tesoro fu acquisito dal British Museum nel 1899.